# Urma (Slaviansk, Krasnodar)
Urma (del ruso: Урма) es un jútor del raión de Slaviansk del krai de Krasnodar, en el sur de Rusia. Está situado en la orilla derecha del brazo principal del delta del Kubán, frente a Urma, 22 km al suroeste de Slaviansk-na-Kubani y 90 al oeste de Krasnodar, la capital del krai. Tenía 56 habitantes en 2010.
Pertenece al municipio Anastásiyevskoye.

## Historia
La localidad fue fundada en 1869. Su nombre deriva de la palabra tártara urman para "bosque espeso en los pantanos". Hasta la década de 1950 aún existían en los alrededores del jútor marismas y pantanos con frondosos arbustos, que fueron reemplazados por arrozales. Originariamente formaba una unidad con Urma del raión de Krymsk. El embarcadero sobre el Kubán fue construido a principios del siglo XX. Hasta la década de 1940, la localidad era conocida como Urmiya. Existía desde de la década de 1960 un puente de pontones utilizado por la compañía petrolífera como parte de su actividad productiva. La falta de la misma y de medios que garanticen la seguridad provocó su desmantelamiento en 2010.